# Bosques de abedules boreales de Islandia y tundra alpina

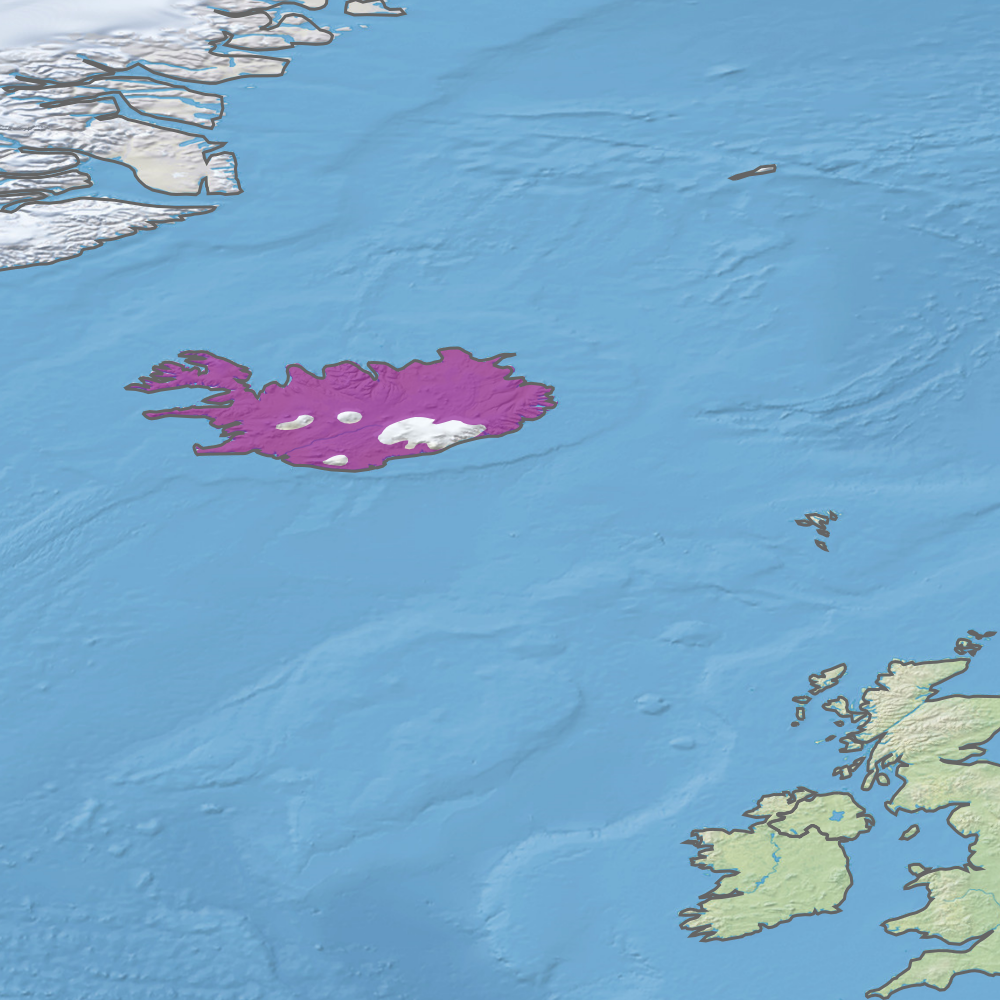
Ecorregión en púrpura

La ecorregión de los bosques boreales de abedul y la tundra alpina de Islandia (WWF ID:PA0602) cubre la isla de Islandia en el Atlántico Norte. La isla es de origen volcánico con suelos basálticos y el frío clima del norte impide cualquier cultivo agrícola significativo. Debido a que la isla es joven y está aislada de grandes masas de tierra, la biodiversidad de las especies es relativamente baja. La cubierta forestal se ha reducido a alrededor del 1% del bosque de abedul original debido a una larga historia de extracción de madera y a la erosión del suelo causada por el pastoreo de ovejas. Las turberas pantanosas (zonas de alta precipitación y acumulación de turba) son comunes.

## Ubicación y descripción
Islandia es una meseta volcánica que se levanta en el Atlántico a 290 km al este de Groenlandia. Tres cuartas partes de la isla están por encima de los 200 metros de elevación, con fiordos empinados y acantilados a lo largo de gran parte de su costa. Aproximadamente el 20% de la isla es roca desnuda o glaciares, siendo la mayor elevación de 2.119 metros.

## Clima
Como la corriente del Golfo surte un efecto moderador, algunas partes de Islandia tienen un clima oceánico (variedad subpolar) (Koppen Cfc). Pero en la mayor parte de la ecorregión impera el clima de tundra (clasificación climática de Köppen ET), un clima local en el que al menos un mes tiene una temperatura media lo suficientemente alta como para derretir la nieve (0 °C (32 °F)), pero ningún mes con una temperatura media superior a 10 °C (50 °F). Las precipitaciones son más bajas en el norte, tan sólo 500 mm/año y más altas en el sur con hasta 3.500 mm/año en algunos lugares.

## Flora y fauna
La vegetación continua cubre aproximadamente el 25% de la isla, 16.000 km² de los cuales son de tierras secas y 10.000 km² de humedales. Alrededor de 1.360 km² se cultivan, y quedan unos 1.250 km² del bosque original de abedul blanco (Betula pubescens). Otros 60.000 km² están cubiertos de vegetación escasa o muy escasa. La mayor parte de los abedules tienen forma de arbusto y menos de 2 metros de altura. Alrededor del 2% del bosque tiene árboles de 8 a 12 metros de altura, sobre todo en los valles del norte, este y sur. Además del abedul, hay algunos rodales de Rowan (Sorbus aucuparia) y de Sauce de hoja de té (Salix phylicifolia)..

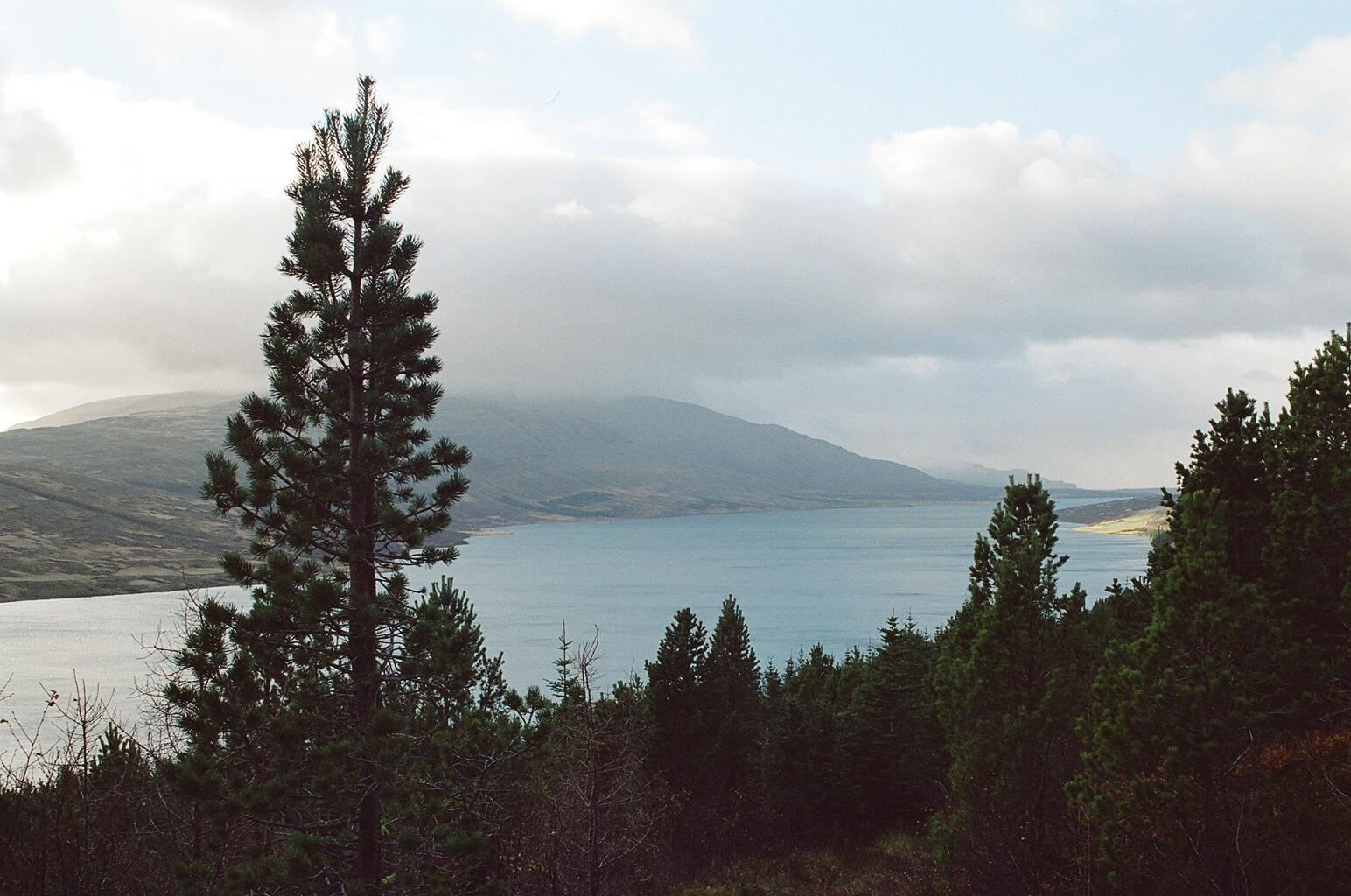
Lago Skorradalsvatn, en Islandia occidental

En Islandia se han registrado 483 especies de plantas vasculares. Las familias más grandes son las juncias (Cyperaceae), con 53 especies, y las gramíneas (Poaceae), con 47 especies. Hay 560 especies de briofitas (hepáticas, anthocerotophytas y musgos). Los musgos más comunes son el Racomitrium lanuginosum y el Racomitrium canescens. Hay más de 550 especies de líquenes y más de 1200 especies de hongos. No hay reptiles ni anfibios en Islandia.
Sólo existe una especie de mamífero autóctona de Islandia, el zorro ártico (Alopex lagopus). Los osos polares (Ursus maritimus) visitan ocasionalmente el hielo marino a la deriva, y hay especies introducidas como el visón americano (Mustela vison), que fue traído para la cría de pieles pero que algunos ejemplares escaparon y han formado una población importante. Otra especie introducida es el ratón de los bosques (Apodemus sylvaticus), que ahora está muy extendido en las zonas boscosas.
La mayor amenaza ecológica a la que se enfrenta la isla es la erosión del suelo. Mientras que el 50-60% de la isla estaba cubierto de vegetación en el momento de la llegada del hombre, la disminución al actual 25% ha sido el resultado de la pérdida de suelo causada por la deforestación para leña y madera, y el sobrepastoreo de las ovejas. En los últimos años, sin embargo, la nación ha llevado a cabo programas de forestación y conservación del suelo que han detenido el declive y lo han revertido.

## Áreas protegidas
Más del 12% de la ecorregión está oficialmente protegida. Estas áreas protegidas incluyen:
- Hornstrandir Reserva de naturaleza.
- Parque nacional Jökulsárgljúfur (ahora parte de Vatnajökull).
- Lónsöræfi Reserva de naturaleza.
- Þingvellir Parque nacional.
- Skaftafell Parque nacional (ahora parte de Vatnajökull).
- Snæfellsjökull Parque nacional.
- Reserva de la naturaleza Vatnsmýrin.
- Parque nacional Vatnajökull Parque nacional